# ローリー・ニコル
ローリー・ニコル（Lori Nichol）は、アメリカ合衆国生まれ、カナダ在住のフィギュアスケート振付師。

## 経歴
選手時代は女子シングルの選手として全米選手権に出場した。19歳でジョン・カリー率いるアイスショーのメンバーとなり、1983年には世界プロ選手権で銀メダルを獲得している。1996年、世界チャンピオンとなったミシェル・クワンの『サロメ』の振付師として一躍脚光を浴びる。
手がけるプログラムの幅は広く、スケーターの個性を強く現したプログラムが多いとされる。音楽の中に自然に要素（エレメンツ）を盛り込み、洗練された振付が評価されている。村主章枝によると、ニコルは選手自身が振り付けを難しくすることには寛容だが、手を抜いているのを見つけるとその選手にメールを送って注意するのだという。

## 主な作品
- ミシェル・クワン（女子シングル）1995-1996シーズン『サロメ』[1]
- ジェイミー・サレー & デヴィッド・ペルティエ（ペア）1999-2000、2001-2002シーズン、『ある愛の詩』[1]
- 村主章枝（女子シングル）2001-2002シーズンフリー『月光』[2]、2003-2004シーズン『黒くぬれ!』[1]、2004-2005シーズンSP『ピンクパンサー』[2]
- 本田武史（男子シングル）2001-2003シーズン『ドン・キホーテ』『アランフエス協奏曲』[1]
- ティモシー・ゲーブル（男子シングル）『ヘンリー5世』[1]
- タチアナ・トトミアニナ & マキシム・マリニン（ペア）2004-2005シーズン『シェヘラザード』[1]
- エヴァン・ライサチェク（男子シングル）2005-2007シーズンフリー『カルメン』[2]
- 申雪 & 趙宏博（ペア）2006-2007シーズンフリー『タイスの瞑想曲』[2]
- 浅田真央（女子シングル）2008-2009シーズンショート『月の光』、2010-2012シーズンフリー『愛の夢』
- カロリーナ・コストナー（女子シングル）2010-2011フリー『牧神の午後への前奏曲』、2012-2014フリー『ボレロ』
- 髙橋大輔（男子シングル）2013-2014シーズンフリー『ビートルズ・メドレー』
- デニス・テン（男子シングル）2014-2015シーズンフリー『New Impossibilties』
- グレイシー・ゴールド（女子シングル）2013-2014シーズンショート、2014-2015、2015-2016、2016-2017シーズンショート、フリー